# Видовитост
Видовитост је веровање у способност ванчулног опажања објеката и будућности.
Видовита личност верује да је у стању да удаљене оптичке или акустичке догађаје сазна непосредно, без икаквих вештачких помоћних средстава.
Већина тврдњи о видовитости је епизодне природе, дакле не може се објективно потврдити, па је све на граници сујеверја и веровања. Видовитост и видовњаци се углавном јаве накнадно, дакле након неког догађаја, са тврдњом да су га предсказали ко зна кад. А кључне догађаје који су потресли ову планету попут цунамија, рушења торњева у Њујорку итд. нико није предвидео.